# Кисловський Олександр Дмитрович
Кисловський Олександр Дмитрович (*1887 — †1923) — капітан 2 рангу (лютий 1919 р.), офіцер Російського імператорського флоту, Українського Державного Флоту та флоту Збройних Сил Півдня Росії.

## Служба
Закінчив Морський Кадетський корпус (1907 р.), Штурманський офіцерський клас (1914 р.). Мічман (1908 р.). На початок світової війни — старший лейтенант. У Першу Світову війну в Чорноморською Мінною і Крейсерською бригадах, штурманський офіцер 1 розряду (1916). З березня 1917 р. командував ескадреними міноносцями «Дзвінкий» і «Гнівний». Нагороджений Георгіївською зброєю (січень 1917 р.).
В 1918 р. — в українському флоті. З 1 жовтня 1918 р. — командир канонерського човна «Запорожець», що став першим навчальним кораблем українських ВМС в ХХ сторіччі.
З 1919 р. в Збройних силах Півдня Росії. У 1919 р. командир офіцерського загону «морської охорони Севастополя», командир есмінця «Живий». У серпні 1919 р. брав участь у десанті на Сухому Лимані, який на короткий час захопив Одесу, тоді ж за його наказом був розстріляний авіатор Михайло Єфімов.
З лютого 1920 р. начальник загону Чорноморського флоту в Севастополі. Взимку і весною 1920 р. начальник Каркинітського загону білого Чорноморського флоту. Учасник десанту в лютому 1920 р. Капітан 2-го рангу (з квітня 1919 р.).
В еміграції проживав в Туреччині.